# Скрыпник, Игорь Владимирович
Игорь Владимирович Скрыпник (укр. Ігор Володимирович Скрипник, 13 ноября 1940, Жмеринка — 2 февраля 2005, Донецк) — украинский и советский математик. Академик-секретарь отделения математики НАН Украины, член-корреспондент АН УССР (1979), член Академии наук НАН Украины (1985), доктор «honoris causa» Львовского университета (2003), доктор физико-математических наук (1972), заслуженный деятель науки и техники Украины (1998), директор Института прикладной математики и механики НАНУ.

## Биография
После окончания средней школы в 1959 году поступил на механико-математический факультет Львовского государственного университета. Университетский курс освоил за 3 года, после окончания ЛГУ в 1962 году поступил в аспирантуру на кафедру дифференциальных уравнений. Руководителем И. В. Скрыпника был академик Я. Б. Лопатинский.
В 1965 году, ещё до окончания срока обучения в аспирантуре, И. В. Скрыпник защитил диссертацию на тему «А-гармоничные формы на римановых пространствах».
В 1965—1967 годах работал ассистентом, старшим преподавателем доцентом львовского университета. В 1967 году переехал в Донецк, где в то время работал его учитель Я. Лопатинский.
С 1967 года И. В. Скрыпник работал в Институте прикладной математики и механики АН УССР в должности старшего научного сотрудника. С 1975 по 1977 год — заместитель директора по научной работе, а с сентября 1977 года — директор Института прикладной математики и механики АН УССР. Руководил Институтом на протяжении более чем четверть века.
В 1972 году защитил докторскую диссертацию на тему «Нелинейные эллиптические уравнения высшего порядка».
В 1979 году И. В. Скрыпник был избран членом-корреспондентом АН УССР, 1985 г. — действительным членом Академии наук НАН Украины.
И. В. Скрыпник был ответственным редактором сборника «Нелинейные Граничные задачи» и «Украинского математического бюллетня», членом редакционных коллегий многих отечественных и зарубежных журналов, к 2001 году председателем Украинского математического общества. Работал заместителем председателя Донецкого научного центра.

## Научная деятельность
В своих трудах И. В. Скрыпник развил топологические методы исследований нелинейных эллиптических граничных задач для уравнений высших порядков, создал методы построения асимптотического разложения решений нелинейных эллиптических и параболических задач Дирихле в мелко перфорированных областях, получил значительные результаты в теории вырождения эллиптико-параболических систем.
Автор работ по вопросам нелинейного анализа и дифференциальных уравнений, основатель донецкой математической школы по этим проблемам, ведущий специалист в мире в области усреднения нелинейных эллиптических и параболических уравнений.
Академиком И. В. Скрыпником опубликовано около 170 научных работ, среди которых 5 монографий.

## Педагогическая деятельность
Научную работу И. В. Скрыпник сочетал с активной педагогической деятельностью в Донецком национальном университете, в Национальном техническом университете «КПИ», где возглавлял кафедры дифференциальных уравнений и математической физики.
Воспитал ряд известных учеников, в том числе трёх докторов и 20 кандидатов наук. И. В. Скрыпник приложил много усилий к формированию Донецкой и, в целом, Украинской математической школы по теории нелинейных дифференциальных уравнений в частных производных. Сегодня эта школа является ведущей на Украине и стоит в ряду ведущих мировых школ в этой области математики.
Был организатором и научным руководителем многих международных конференций. Возглавлял Экспертный Совет Высшей аттестационной комиссии Украины, был членом Комитета по Государственным премиям Украины.

## Награды и премии
- Орден князя Ярослава Мудрого V степени (2003 г.)[1].
- Орден Дружбы народов (1986 г.).
- Заслуженный деятель науки и техники Украины (1998 г.).
- Государственная премия УССР в области науки и техники (1989).
- Премия имени М. В. Остроградского — за выдающиеся научные работы в области математики (1972 г.).
- Премия имени Н. М. Крылова (1992 г.).
- Премия имени Н. Н. Боголюбова (2000 г.).